# Filozofia immanentna
Filozofia immanentna (od łac. immanens – tkwiący w czymś, zawarty w czymś, przysługujący czemuś) – kierunek subiektywno-idealistyczny w filozofii końca XIX – początku XX wieku. Najbardziej znanymi jego przedstawicielami byli Wilhelm Schuppe, Richard von Schubert-Soldern, Johannes Rehmke, Anton von Leclair . Główne dzieła immanentystów to: „Logika teoriopoznawcza” (niem. Erkenntnistheoritische Logik, 1878) i „Solipsyzm” (Der Solipsismus, 1898) W. Schuppego oraz „Świat jako postrzeżenie i pojęcie” (niem. Die Welt als Wahrnehmung und Begriff, 1880) J. Rehmkego. Empiriokrytycy Ernst Mach i Richard Avenarius przyznawali, że są do nich zbliżeni. Kierunek ten miał również zwolenników wśród rosyjskich rewizjonistów marksizmu: Aleksandr Bogdanow, Władimir Bazarow, Pawieł Juszkiewicz i in.
Przedstawiciele tej filozofii utrzymują, że byt jest immanentny w stosunku do świadomości, tj. że świat nie istnieje niezależnie od świadomości, lecz znajduje się w niej, czy też jest z nią tożsamy. Będąc odmianą kantyzmu, filozofia immanentna usunęła z teorii Immanuela Kanta pierwiastek materialistyczny – tezę o „rzeczy samej w sobie”, istniejącej niezależnie od świadomości ludzkiej, odrzuciła istnienie materii i stanęła na pozycje subiektywno-idealistcznej filozofii George’a Berkeleya i Davida Hume’a. Filozofia immanentna głosiła, że zadaniem przyrodoznawstwa nie jest badanie materii, lecz poznawanie praw łączenia się wrażeń i ich następstwa w czasie, ponieważ tylko wrażenia są wiarygodnie danym przedmiotem nauki. W swych rozważaniach wszyscy immanentyści nieuchronnie staczają się na pozycje solipsyzmu. Włodzimierz Lenin w swoim dziele Materializm a empiriokrytycyzm pisał:

Immanentyści – to najzajadlejsi reakcjoniści, jawni głosiciele fideizmu, ludzie konsekwentni w swym wstecznictwie. Nie ma pośród nich ani jednego, którego najbardziej teoretyczne prace z dziedziny gnozeologii nie kończyliby się otwartą obroną religii, usprawiedliwieniem tego czy innego średniowiecza.

Uznawając istnienie „świadomości w ogóle” lub też „świadomości gatunkowej”, immanentyści usiłowali dowieść realności Boga i nieśmiertelności duszy oraz stworzyć tak zwaną „naukową teologię”.